# Костеревы
Костеревы — русский дворянский род.
Предок их, Аверкий Иванович, жалован поместьями (1671). Род Костеревых внесён в VI часть родословной книги Тверской губернии. Аверкий Иванович Костерев московский дворянин (1680).

## Описание герба
Щит разделён на четыре части, из них в первой части, в красном поле, крестообразно положены две серебряных сабли остриями обращённые в левую сторону и колчан со стрелами. Во второй и третьей частях, в голубом поле, поставлены по одному льву с булавою. В четвёртой части, в серебряном поле, зеленая полоса, диагонально положенная на лире красного цвета.
Щит увенчан дворянскими шлемом и короной. Нашлемник: выходящие крестообразно две руки в латах, держащие два копья остриями вниз. Намёт на щите красный, подложенный золотом. Герб рода Костеревых внесён в Часть 8 Общего гербовника дворянских родов Всероссийской империи, стр. 104.